# Evin Rubar
Evin Rubar, född 14 december 1975, är en svensk journalist.
Rubar, som har kurdisk härstamning, har väckt uppseende med kontroversiella TV-dokumentärer om bland annat muslimska skolor, extremfeminism och ROKS (Riksorganisationen Kvinnojourer Sverige) i Sverige. ROKS ordförande fick i sviterna av det här avgå. Reportaget Könskriget sändes i två avsnitt i Dokument inifrån i SVT i maj 2005. Del 2 tilldelades journalistpriset Guldspaden och Rubar utnämndes för reportaget till "Årets förnyare" vid utdelningen av Kristallen 2005.
Del 1 av Könskriget  fälldes i mars 2006 av Granskningsnämnden för Radio och TV då inslag då det ansågs bryta mot kravet på opartiskhet. Granskningsnämnden anklagades dock för jäv av Rubar och projektledaren Johan Brånstad, då nämndledamoten Lena Adelsohn Liljeroth var styrelsemedlem i en ROKS-jour.
Den 13 maj 2007 sändes Rubars dokumentär Det svenska sveket om myndigheters, politikers och organisationers syn på barnaga i invandrarfamiljer. Dokumentären gav bilden att svenska myndigheter var rädda för att hjälpa drabbade barn på grund av att det kunde stämpla dem som rasister. Ett flertal intervjuade personer gav uttryck för sådana tankar.

## Filmografi
- I skolans våld, 2003
- I skolans våld 2, 2004g
- Könskriget, 2005
- Högerhoppet, 2006
- Det svenska sveket, 2007
- Rör inte min sup, 2007
- Syndabockarna, 2008
- Slaget om muslimerna, 2009
- Vårdlotteriet, 2011
- Den osvenska modellen, 2015
- Vem kan hjälpa mitt barn?, 2016

## Priser och utmärkelser
- 2003 Stiftelsen Staten och Rättens journalistpris för I skolans våld
- 2003 Guldspaden för "i skolans våld"
- 2005 TV-priset Kristallen i kategorin "Årets förnyare"
- 2005 Guldspaden för Könskriget del 2, Dokument inifrån